# Gose (Nara)
Gose (御所市 Gose-shi?) es una ciudad localizada en la prefectura de Nara, Japón. En julio de 2019 tenía una población estimada de 25.088 habitantes y una densidad de población de 414 personas por km². Su área total es de 60,58 km².

## Geografía

### Localidades circundantes
- Prefectura de Nara
  - Yamatotakada
  - Kashihara
  - Gojō
  - Katsuragi
  - Takatori
  - Ōyodo
- Prefectura de Osaka
  - Chihayaakasaka

## Demografía
Según datos del censo japonés, la población de Gose ha disminuido en los últimos años.
| Año del censo | Población |
| ------------- | --------- |
| 1995          | 36.119    |
| 2000          | 34.676    |
| 2005          | 32.273    |
| 2010          | 30.287    |
| 2015          | 26.868    |